# Климештани
Климештани (мкд. Климештани) су насеље у Северној Македонији, у западном делу државе. Климештани припадају општини Дебарца.

## Географија
Насеље Климештани је смештено у западном делу Северне Македоније. Од најближег града, Охрида, насеље је удаљено 16 km северозападно.
Климештани се налазе у историјској области Дримкол, која приобално подручје Охридског језера око Струге, на месту истока реке Црни Дрим (порекло имена). Насеље је смештено у североисточном делу области, где се од Струшког поља на југозападу уздиже планина Мазатар ка истоку и планина Караорман ка северу. Непосредно западно од насеља протиче речица Сатеска. Надморска висина насеља је приближно 760 метара.
Клима у насељу, и поред знатне надморске висине, има жупне одлике, па је пре умерено континентална него планинска.

## Становништво
Климештани су према последњем попису из 2002. године имали 57 становника. 
Већину становништва чине етнички Македонци (100%).
Већинска вероисповест је православље.